# Hyundai Mobis
Hyundai Mobis Co., Ltd. ist ein südkoreanischer Automobilzulieferer mit Sitz in Seoul. Das Unternehmen gehört zu der Hyundai Motor Group.

## Geschichte
Das Unternehmen wurde 1977 als Hyundai Precision Industry Co., Ltd gegründet. Im Jahr 2000 wurde der Name in Hyundai Mobis geändert, was für Mobile und System steht. Heute ist Hyundai Mobis der größte Automobilzulieferer Südkoreas und der viert größte der Welt (Stand: 2023).

## Produktionsstätten
Hyundai Mobis hat Produktionsstätten in Südkorea (12), China (6), Nordamerika (5), Europa (4) und eine weitere in Asien.